# Maria Rodrigues
Maria Cristina Bernardo Vaqueiro Rodrigues (4 de junho de 1971) é uma ex-maratonista brasileira. Ela ganhou três medalhas de ouro no Campeonato Sul-Americano de Atletismo, vencendo uma dobradinha de 5.000 metros / 10.000 metros em 2001, mantendo seu título dos 5.000 metros no campeonato de 2003.
Maria Cristina já representou o Brasil duas vezes no Campeonato Mundial de Cross Country da IAAF (1999 e 2000) e participou do Campeonato Mundial de Corrida de Estrada de 2006. Ela também ganhou medalhas internacionais no Campeonato Ibero-Americano de Atletismo (bronze nos 10.000 m, em 2000) e no Campeonato Sul-Americano de Cross Country (prata, em 1999). 
Ela foi a campeã brasileira nos 5000 m, em 2003.

## Competições internacionais
| Ano  | Competição                                      | Local                         | Posição | Evento        | Notas    |
| ---- | ----------------------------------------------- | ----------------------------- | ------- | ------------- | -------- |
| 1999 | 1999 South American Cross Country Championships | Artur Nogueira, Brasil        | 2a      | Long race     | 29:51    |
| 1999 | 1999 South American Cross Country Championships | Artur Nogueira, Brasil        | 1a      | Long team     | 9 pts    |
| 1999 | 1999 South American Cross Country Championships | Artur Nogueira, Brasil        | 7a      | Short race    | 14:27    |
| 1999 | 1999 South American Cross Country Championships | Artur Nogueira, Brasil        | 2a      | Short team    | 17 pts   |
| 1999 | 1999 IAAF World Cross Country Championships     | Belfast, Reino Unido          | 79a     | Senior race   | 31:55    |
| 1999 | 1999 IAAF World Cross Country Championships     | Belfast, Reino Unido          | 14a     | Senior team   | 309 pts  |
| 1999 | 1999 IAAF World Cross Country Championships     | Belfast, Reino Unido          | 43a     | Short race    | 16:36    |
| 1999 | 1999 IAAF World Cross Country Championships     | Belfast, Reino Unido          | 13a     | Short team    | 255 pts  |
| 2000 | 2000 South American Cross Country Championships | Cartagena de Indias, Colômbia | 5a      | Senior race   | 29:04    |
| 2000 | 2000 South American Cross Country Championships | Cartagena de Indias, Colômbia | 1a      | Senior team   | 11 pts   |
| 2000 | 2000 IAAF World Cross Country Championships     | Vilamoura, Portugal           | 74a     | Senior race   | 29:24    |
| 2000 | 2000 IAAF World Cross Country Championships     | Vilamoura, Portugal           | 14a     | Senior team   | 286 pts  |
| 2000 | 2000 Ibero-American Championships in Athletics  | Rio de Janeiro, Brasil        | 6a      | 5000 m        | 16:14.99 |
| 2000 | 2000 Ibero-American Championships in Athletics  | Rio de Janeiro, Brasil        | 3a      | 10,000 m      | 34:45.99 |
| 2001 | 2001 South American Championships in Athletics  | Manaus, Brasil                | 1a      | 5000 m        | 16:35.1  |
| 2001 | 2001 South American Championships in Athletics  | Manaus, Brasil                | 1a      | 10,000 m      | 35:25.70 |
| 2003 | 2003 South American Championships in Athletics  | Barquisimeto, Venezuela       | 1a      | 5000 m        | 16:11.70 |
| 2006 | 2006 IAAF World Road Running Championships      | Debrecen, Hungria             | 45a     | Meia maratona | 1:12:26  |
| 2006 | 2006 IAAF World Road Running Championships      | Debrecen, Hungria             | 11a     | Team          | 3:41:09  |

## Títulos nacionais
- Campeonato Brasileiro de Atletismo
  - 5000 metros: 2003[5]